# Prijs van de strijdlust Ronde van Spanje
De prijs van de strijdlust wordt in de Ronde van Spanje sinds 2011 uitgereikt aan de strijdlustigste renner. Na elke etappe wordt de prijs eveneens toegekend aan de strijdlustigste renner van de dag. Hij mag de volgende dag met een groen rugnummer rijden. Tot en met 2016 was dat een rood rugnummer.

## Winnaars prijs van de strijdlust
- 2011 -  Adrián Palomares
- 2012 -  Alberto Contador
- 2013 -  Javier Aramendia
- 2014 -  Chris Froome
- 2015 -  Tom Dumoulin
- 2016 -  Alberto Contador
- 2017 -  Alberto Contador
- 2018 -  Bauke Mollema
- 2019 -  Miguel Ángel López
- 2020 -  Rémi Cavagna
- 2021 -  Magnus Cort
- 2022 -  Marc Soler
- 2023 -  Remco Evenepoel
- 2024 -  Marc Soler

 winnaars · rode trui · 
 puntenklassement · 
 bergklassement · 
 combinatieklassement · 
 jongerenklassement · 
 ploegenklassement · 
 strijdlust

 Belgische leiderstruidragers · etappewinnaars

 Nederlandse leiderstruidragers · etappewinnaars
1935 · 1936 · 1937 · 1938 · 1939 · 1940 · 1941 · 1942 · 1943 · 1944 · 1945 · 1946 · 1947 · 1948 · 1949 · 1950 · 1951 · 1952 · 1953 · 1954 · 1955 · 1956 · 1957 · 1958 · 1959 · 1960 · 1961 · 1962 · 1963 · 1964 · 1965 · 1966 · 1967 · 1968 · 1969 · 1970 · 1971 · 1972 · 1973 · 1974 · 1975 · 1976 · 1977 · 1978 · 1979 · 1980 · 1981 · 1982 · 1983 · 1984 · 1985 · 1986 · 1987 · 1988 · 1989 · 1990 · 1991 · 1992 · 1993 · 1994 · 1995 · 1996 · 1997 · 1998 · 1999 · 2000 · 2001 · 2002 · 2003 · 2004 · 2005 · 2006 · 2007 · 2008 · 2009 · 2010 · 2011 · 2012 · 2013 · 2014 · 2015 · 2016 · 2017 · 2018 · 2019 · 2020 · 2021 · 2022 · 2023 · 2024 · 2025